# 法国历史年表
法国作為世界歷史上極具影響力的國度，在其漫長的歷史上有諸多影響世界局勢的重要事件。本列表列出其中較具代表性的標誌性事件。

## 法蘭克王國
- 476年：西罗马帝国灭亡。法兰克人入侵高卢。
- 6世纪：法兰克王国在法国立足。
- 8世纪末：法蘭克国王查理曼统一西欧。
- 800年：查理曼被加冕为神圣罗马帝国皇帝。
- 843年：《凡爾登條約》簽訂，法蘭克王國一分為三。

## 法蘭西王國
- 987年：卡佩王朝开始。
- 1066年：诺曼底公爵威廉征服英格兰。
- 1187年：法国参加第三次十字军东征。法王腓力二世入侵金雀花王朝的法国领地。
- 1214年：腓力二世在布汶战役中大败英德联军。
- 1215年：法蘭西王子雄獅路易登陸英格蘭，同英国贵族一起反对英王约翰，第一次男爵战争爆发。
- 1242年：法王路易九世在塔耶堡戰役中大勝英格蘭王國，徹底摧毀安茹帝国重建的可能性。
- 1309年：法王腓力四世囚禁罗马教皇卜尼法斯八世，史称阿维尼翁之囚。
- 1328年：瓦卢瓦王朝取代卡佩王朝。
- 1337年：英法百年战争爆發。
- 1429年：圣女贞德领导法军在奥尔良战役中取胜。
- 1450年：法軍在福尔米尼战役中殲滅英格蘭陸軍，收復諾曼第公國。
- 1453年：法軍在卡斯蒂永战役中殲滅英格蘭在加斯科涅的野戰軍，取得百年战争的勝利。
- 1494年：法国发动意大利战争。
- 1547年：法国宗教战争爆发。
- 1589年：亨利四世结束宗教战争，波旁王朝取代瓦卢瓦王朝。
- 1635年：法蘭西王國介入三十年戰爭，作為新教軍的主力部隊。
- 1643年：路易十四即位，法国王权达到全盛。
- 1648年：威斯特伐利亚和约签订。法国称雄欧洲大陆。
- 1658年：法國元帥蒂雷納子爵在沙丘戰役殲滅西班牙陸軍，取得法西战争的勝利。
- 1667年-1668年：法国与西班牙的遗产战争。法国因此战夺得西属荷兰的12个城市。
- 1672年-1688年：法荷战争。此战导致荷兰军事实力衰弱，法國海軍超越荷蘭成為世界第一海軍。
- 1688年-1697年：法国与反法同盟的大同盟战争。法国扩张受到阻碍。
- 1701年-1713年：法国与反法同盟的西班牙王位继承战争。法國取勝後波旁王朝因此战成为西班牙王室。
- 1740年-1748年：法国与英奥联盟的奥地利王位继承战争。
- 1756年-1763年：法国与英普联盟的七年战争，此战导致法国丧失其大部分海外殖民地。

## 法蘭西第一共和國
- 1789年-1804年：法国大革命推翻波旁王朝，革命党建立法兰西第一共和国并击败两次反法同盟。最终拿破仑建立独裁政府。

## 法蘭西第一帝國
- 1805年：法蘭西帝國在奧斯特利茨戰役中擊垮俄奧聯軍，第三次反法同盟瓦解。
- 1806年：法蘭西帝國在耶拿-奧爾施泰特戰役勝利的十天後攻入柏林，普魯士王國被迫割讓大量領土。
- 1807年：法蘭西帝國在弗里德蘭戰役中擊敗俄羅斯帝國，第四次反法同盟瓦解。
- 1809年：法蘭西帝國在瓦格拉姆之战中擊敗奧地利帝國，第五次反法同盟瓦解。
- 1815年：拿破仑帝国灭亡后的短暂复辟。第七次反法同盟导致复辟失败。
- 1830年：七月革命，路易·菲利普的七月王朝取代波旁王朝。

## 法蘭西第二共和國
- 1848年：二月革命，法兰西第二共和国取代七月王朝。
- 1848年-1852年：短暂的法兰西第二共和国，四年后被推翻。

## 法蘭西第二帝國
- 1852年-1870年：拿破仑三世的法兰西第二帝国。
- 1870年-1871年：普法战争。

## 法蘭西第三共和國
- 1870年-1940年：法蘭西第三共和國。
- 1871年：巴黎公社。
- 1914年-1918年：法國作為主力參戰第一次世界大战，在付出大量代價後成功擊敗德意志帝國。

## 維希法國
- 1940年：法国战败，北部沦为纳粹占领区，南部为傀儡政府维希法国。

## 法蘭西共和國臨時政府
- 1944年：法国解放，法蘭西共和國臨時政府成立。
- 1945年：第二次世界大战结束。联合国成立，法国成为五个常任理事国之一。

## 法蘭西第四共和國
- 1946年：法蘭西第四共和國成立。

## 法蘭西第五共和國
- 1958年：法蘭西第五共和國成立。
- 1999年：欧盟成立。